# Peter Russell
Peter Russell (Londres, Inglaterra, 7 de maio de 1946) é um autor britânico e produtor de filmes sobre estudos da consciência, espiritualidade e o futuro da humanidade.